# Kola Inglesa
Fanta Kola Inglesa es una gaseosa peruana. Es de color rojo y sabor entre cereza y fresa. Su eslogan fue «La chaposa más sabrosa».

## Historia

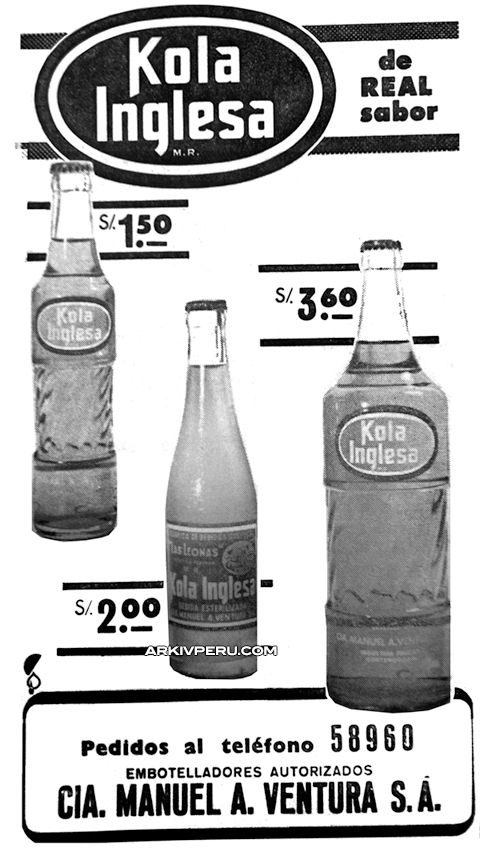
Promocional de Kola Inglesa en 1967

Producida en 1912 en la fábrica Las Leonas del Rímac, Kola Inglesa actualmente viene en varios tamaños, incluyendo una botella de 3 L y una botella de 500 mL. La bebida es popular en todo el Perú como en algunos mercados latinoamericanos en los Estados Unidos. La marca fue propiedad de Manuel A. Ventura, quien creó la bebida para el mercado peruano. En 1971, la receta se vendió a Enrique Heredia Alarcón (dueño de Cepsa, Compañía Embotelladora del Pacífico S. A., embotelladora de Pepsi en Perú en ese momento). Fue durante este tiempo que la bebida se hizo muy popular entre los peruanos. En 1997, la familia Heredia vendió la marca a The Coca-Cola Company junto con Agua San Luis por más de 30 millones de dólares. En 2013, el nombre cambió a Fanta Kola Inglesa.